# Clubiona mixta
Clubiona mixta este o specie de păianjeni din genul Clubiona, familia Clubionidae, descrisă de Emerton, 1890. Conform Catalogue of Life specia Clubiona mixta nu are subspecii cunoscute.